# هيونداي توسان
هيونداي توسان هي سيارة مدمجة كروس أوفر تسع 5 ركاب. بدأت شركة هيونداي بصنع السيارة من سنة 2000. أمَّا الآن فقد أطلقت شركة هيونداي توسان 2015 بمواصفات عالية مثل فتحة سقف بانوراما وأضواء إل أي دي وعجلات من الألياج[بحاجة لمصدر] يتم تصنيعها حاليًا في أولسان بكوريا الجنوبية وتيارت بالجزائر وتشيناي بالهند.

## الجيل الأول (JM؛ 2004)
أطلق الجيل الأول من توسان في عام 2004، حيثُ شاركت منصتها القائمة على هيونداي إلنترا معَ الجيل الثاني من كيا سبورتاج.

### أمريكا الشماليَّة
تمَّ تقديم توسان في الولايات المتَّحدة في مستويات القطع الأساسيَّة GLS والخط الوسطي SE وTop-Tier محدودة (سابقًا LX) لطرازات 2007. وفي وقتٍ سابق من 2005 و2006 تمَّ تقديم طرازات GL / GLS / محدودة. وتَضمّنَت المعدات القياسيّة تكييف الهواء، وست وسائد هوائية، والتحكم الإلكترونيّ بالثبات، ومشغل أقراص مضغوطة، وعجلات معدنية، ودخول بدون مفتاح عن بُعد، ومقاعد قماشية فاخرة. تمت إضافة SE إلى القائمة معَ الكسوة الرماديَّة المتناقِضة للجسم، وتصميم سبيكة مختلف، وبث إذاعي ت م / إذاعة إف إم / كاسيت / قرص مضغوط بِالإضافة إلى مصابيح الضباب وشبكة إزالة الجليد من ممسحة الزجاج الأمامي. وتمَّت إضافة أسطح جلوس جلدية محدودة، ومبدل أقراص مضغوطة بستة أقراص في لوحة العدادات، وكسوة بلون الهيكل، وتحكّم أوتوماتيكي في المناخ، ومقاعد ساخنة.
كانت SE والمحدودة متوفرة فقط بست أسطوانات سعة 2.7 لتر، بينما جاء GLS فقط معَ محرك رباعي الأسطوانات بسعة 2.0 لتر.
توفر توسان مساحة تخزين متواضعة ولكنَّ مقاعدها سهلة الطي يُمكن أنَ تزيد من الحجم بحيث تكون مسطحة، ويُمكن طوي مقعد الراكب الأمامي بشكلٍ مسطح لحمولة طويلة جدًا.

#### السلامة
توجد وسائد هوائية أمامية ثنائية المراحل، وأكياس هوائية للجذع للصدمات الجانبيّة مدمجة في المقاعد الأمامية، وأكياس هوائية ستارية للحماية من الصدمات الجانبيّة للركاب الأمامي والخلفي.
تمَّ اختبار هيونداي توسان 2009 من قبل إدارة السلامة الوطنية على الطرق العامة (NHTSA)
- التقييم الأمامي (السائق):
- التصنيف الأمامي (الركاب):
- التقييم الجانبي (السائق):
- التصنيف الجانبي (الركاب):

#### توسان الكهربائيّة
تُعدّ السيارة الكهربائيّة (بالإنجليزية: Tucson Fuel Cell Electric)‏ ‏(FCEV) التي تمَّ الإعلان عنها في عام 2005 في معرض لوس أنجلوس للسيارات، إحدى مركبات خلايا الوقود الاختبارية لخلية وقود الهيدروجين من الجيل الثاني لهيونداي، حيثُ أنَّها تعمل بمحرك كهربائي بقوة 80 كيلوواط (110 حصان)، وبطارية 152 لتر (33 غالون إمب؛ 40 غال-أمريكي)، تمَّ تطويرها بِالاشتراك معَ شركة «إل جي كيم» الكورية، ويَبلغَ مدى السيارة 300 كيلومتر (186.4 ميل) وتبلغُ سرعتها القصوى 150 كيلومتر في الساعة (93 ميل/س).

### الأسواق الدوليَّة
تمَّ بيع هيونداي توسان في اليابان باسمِ هيونداي JM حتّى نوفمبر 2009، وبيعت توسان أيضًا في أوروبا، ولكنَّ لم يتم اختبار EuroNCAP.
تمَّ إنتاج نسخة محسنة من الجيل الأول حصريًا للصين بواسطة شركة Beijing هيونداي وإعادة تسمية الجيل الثاني من توسان إلى ix35 في الصين والبرازيل، وأصبح لاحقًا نموذجًا مستقلاً بينما عاد اسم توسان معَ الجيل الثالث.

### الاستقبال
حصلت هيونداي توسان على جوائز من جائزةً «أفضل سيارة كروس أوفر جديدة في كندا» لعام 2005، وتمَّ تصنيفها كواحدة من أكثر السيَّارات موثوقية من خِلال استطلاع موثوقية تقارير المُستهلك لعام 2009.

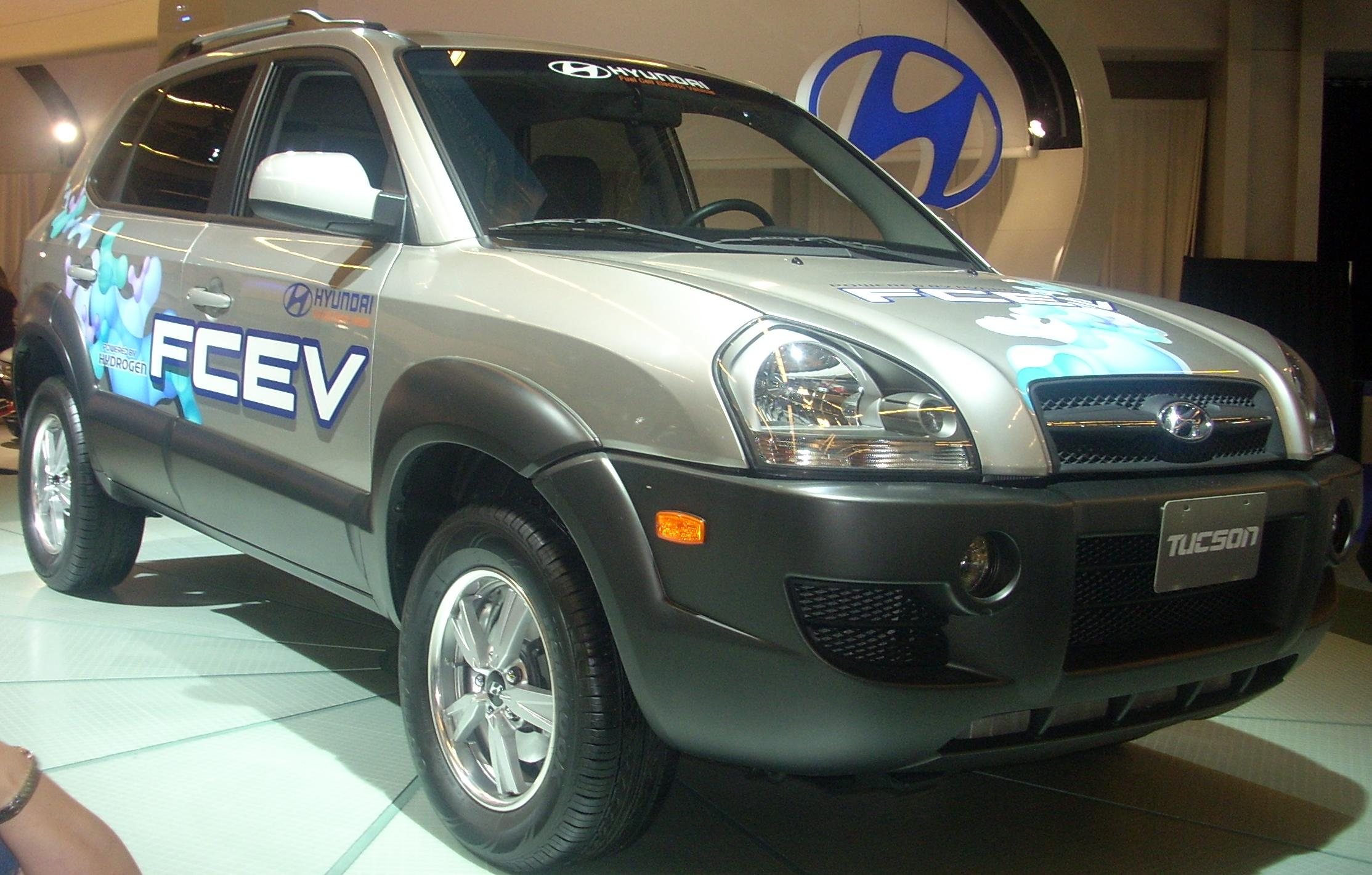
هيونداي توسان FCEV
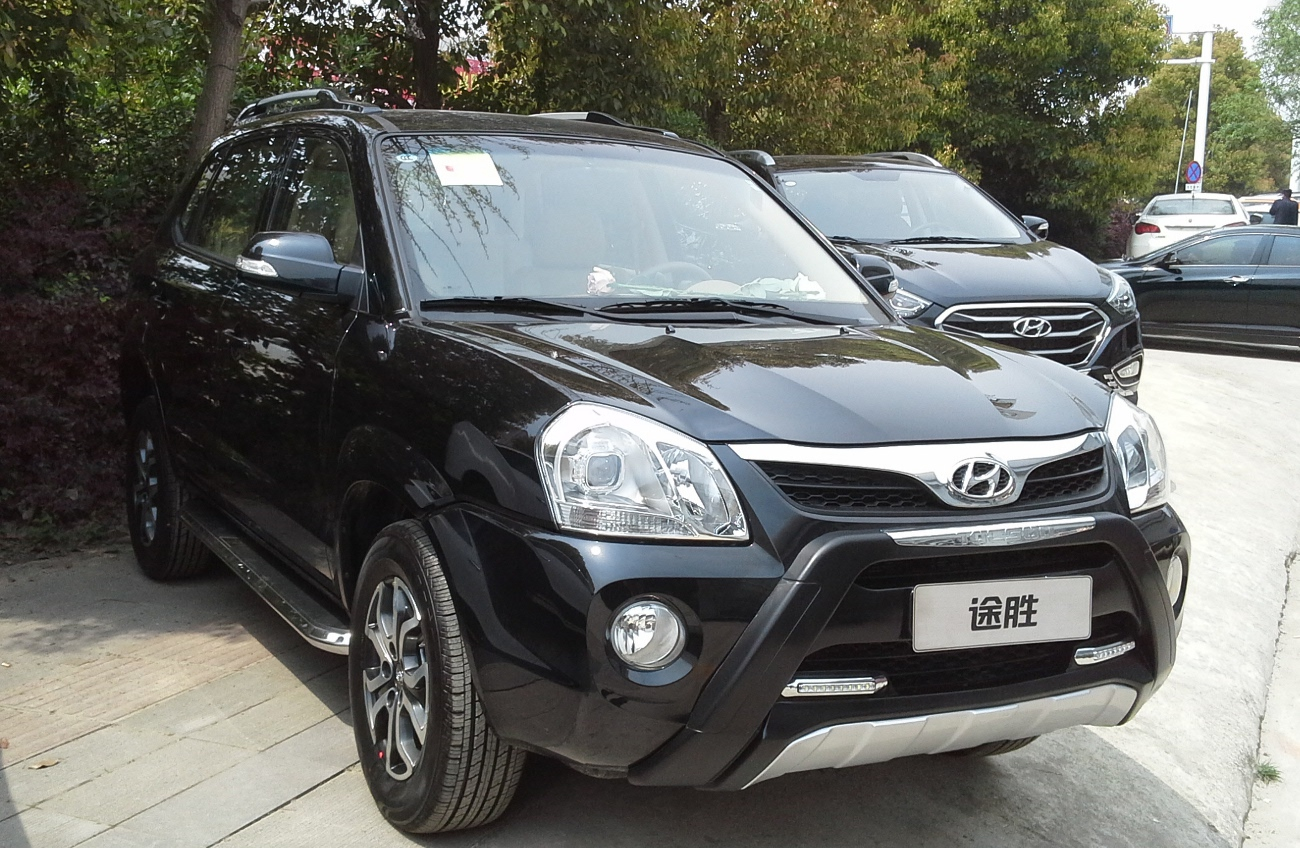
هيونداي توسان JM في الصين

## الجيل الثاني (LM، 2009)
في مُعظم الأسواق خارج كوريا الجنوبيَّة وأمريكا الشمالية، تمَّ سحب اسم هيونداي توسان (المعروف أيضًا باسمِ «هيونداي توسان ix» في كوريا) لصالح هيونداي ix35‏. واستمرت السيَّارات المباعة في أمريكا الشماليَّة والعديد من المناطق الأُخرى في تسمية توسان. وقد كُشف عن ix35 في معرض فرانكفورت للسيارات 2009. حيثُ تمَّ ترقية كفاءة الوقود، والراحة، والسلامة، في عملية أستغرقت 36 شهرًا وبتكلفة 280 مليار وون (225 مليون دولار أمريكي).
صممت ix35 على أساس هيونداي ix-onic. وصممها مصمم هيونداي Cha Il-Hoei في عام 2007، بتوجيه من مصمم بي إم دبليو السابق Thomas Bürkle في استوديو التصميم روسلسهايم التابع لشركة هيونداي في ألمانيا، لتواصل لغة التصميم الخاصّة بالشركة، وَالتي تمَّ تسويقها على أنَّها «منحوتة مرنة». وتتميّز سيارة الكروس أوفر المدمجة بخطوط شبيهة بالكوبيه، وإحساس فاخر للسيارة وتأتي معَ ميزات غير متوفرة في سابقتها.

### الأسواق

#### الولايات المتَّحدة
تمَّ بيع توسان في الولايات المتَّحدة بثلاثة طرازات: GL وGLS والمحدودة، ويتوفر الدفع الرباعي في طرازات GLS والمحدودة، ويأتي طراز GL معَ ناقل حركة يدوي قياسي، وناقل حركة أوتوماتيكي بست سرعات، تشمل الميزات الأُخرى أدوات التحكم في الصوت المثبتة على المقود، ونظام الملاحة، ونظام واجهة آي بود قياسي وكابل آي بود، وتتوفر فيها مجموعة من معدات السلامة منها نظام المُساعدة عند بدء التشغيل على المنحدرات، والتحكم في الفرامل عند المنحدرات.
أجريت تعديلات على طراز 2014 في أمريكا الشماليَّة حيثُ قدمت بمحرك GDI بحقن مباشر، ومصابيح ثنائي باعث للضوء أمامية، وبعض التحسينات الطفيفة في نظام الصوت الداخلي.

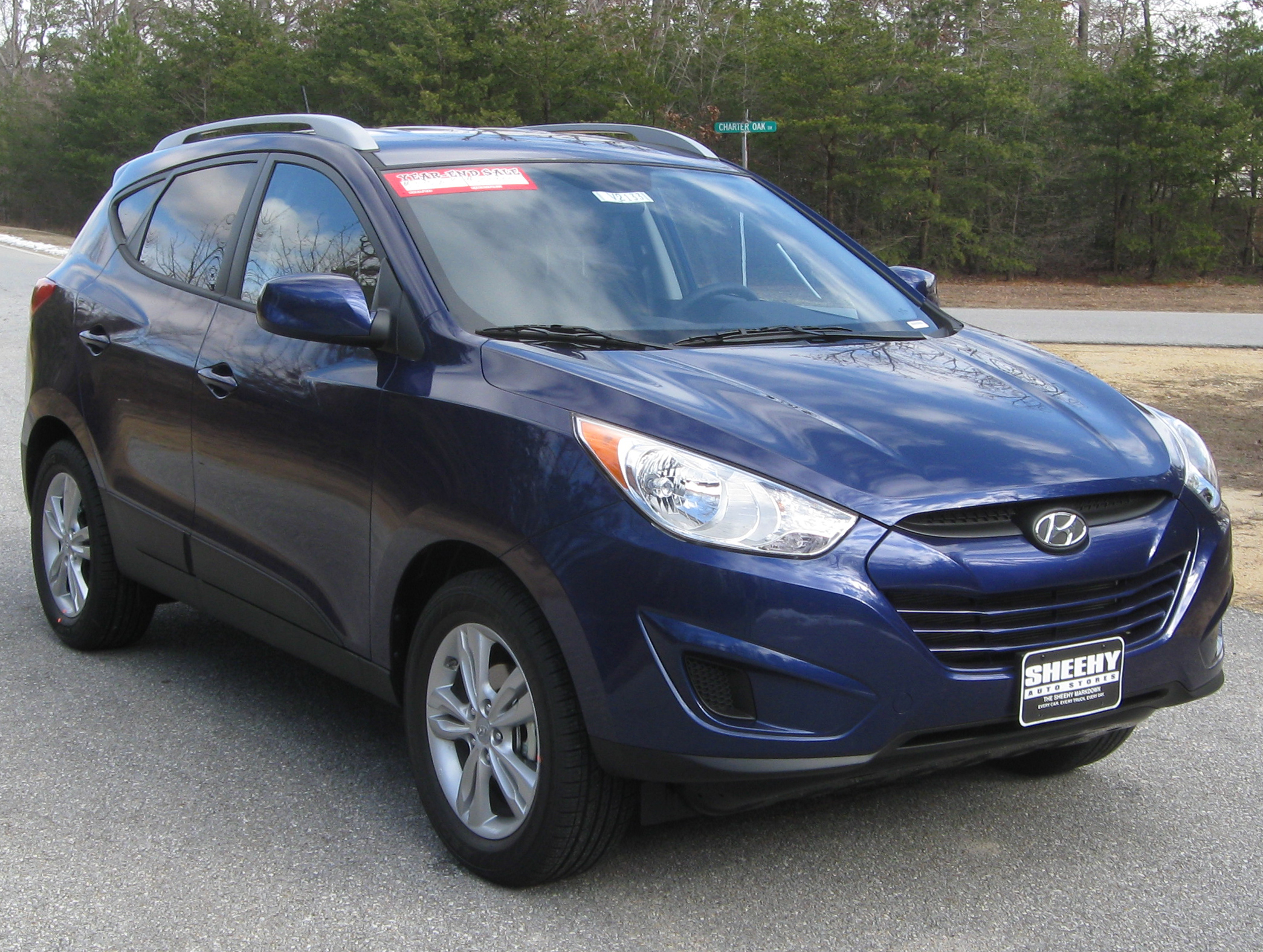
هيونداي توسان 2010 GLS (منظر أمامي)
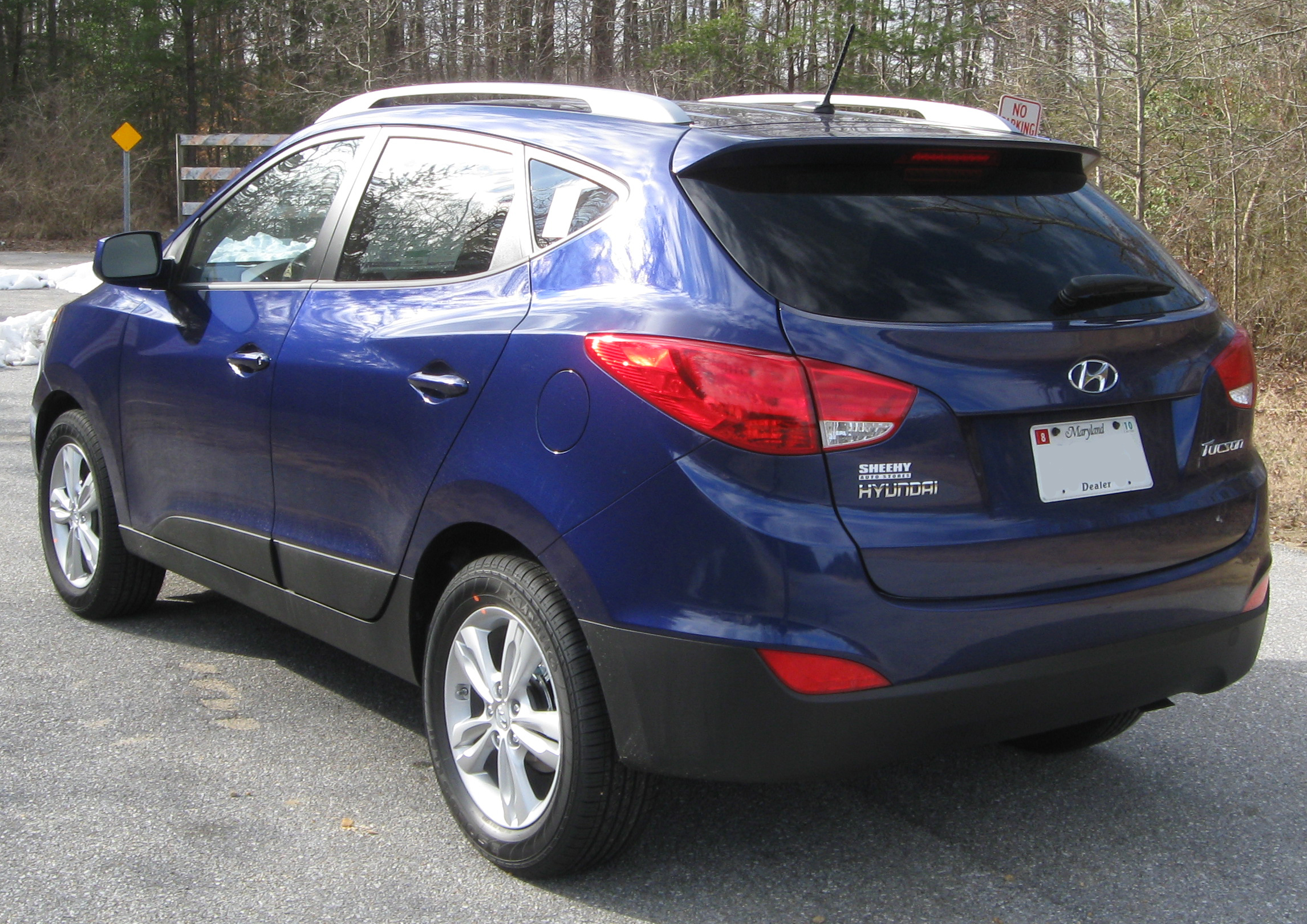
هيونداي توسان 2010 GLS (منظر خلفي)

#### الصين
تم بيع الجيل الأول من توسان في الصين معَ طراز ix35 وتمَّ استبداله بالجيل الثالث من توسان مباشرةً بينما أنتج الطراز ix35 خليفته الخاص ix35 II والذّي كشف عنه في معرض شنغهاي للسيّارات 2017 في الصين، وقد كانت متوفرة في سوق السيَّارات الصينيَّة في الربع الثالث من عام 2017.

### السلامة

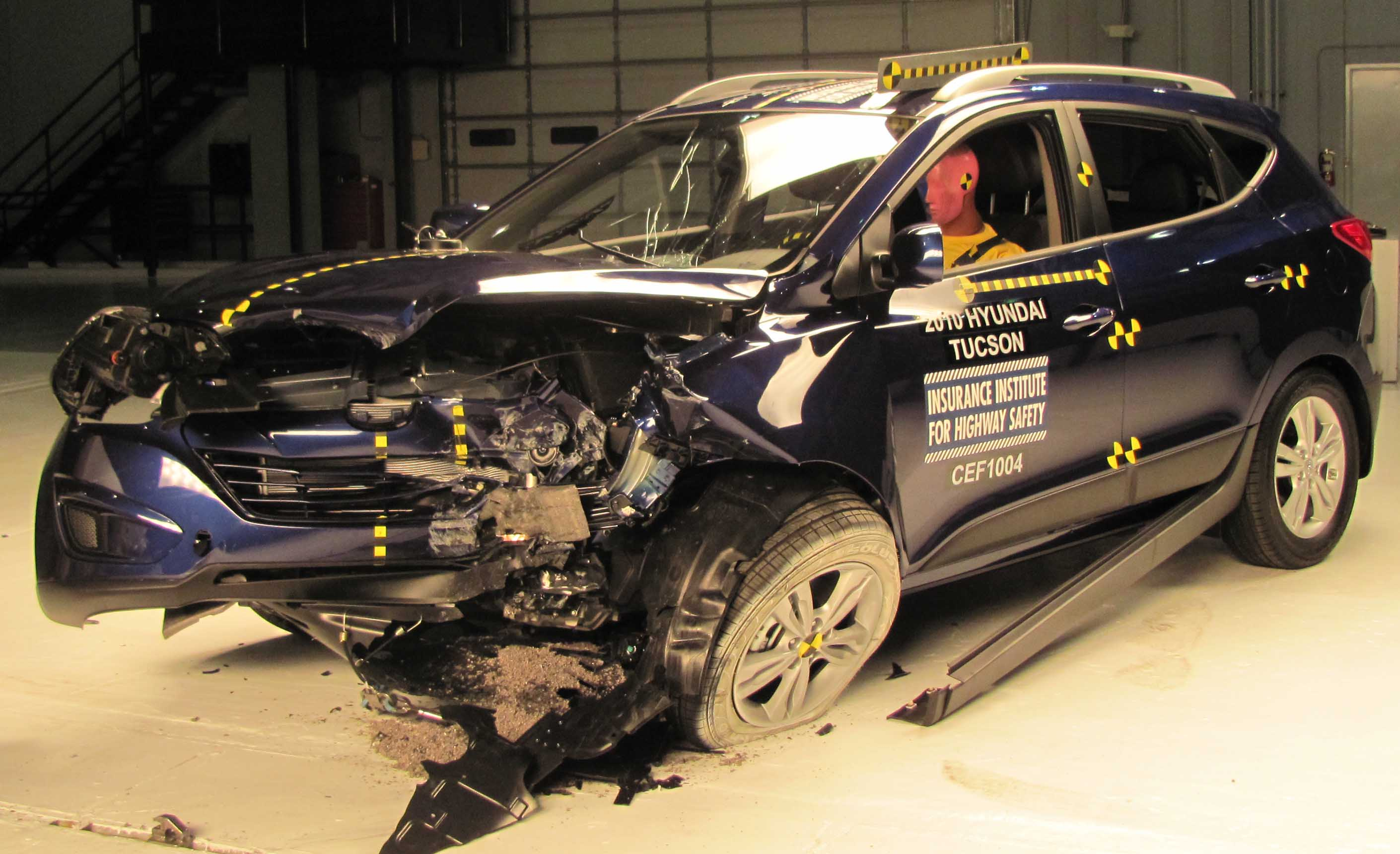
تم اختبار A 2010 توسان GLS من معهد التأمين للسلامة على الطرق السريعة (IIHS)

حصل الجيل الثاني من هيونداي توسان على جائزةً "Top Safety Pick" من معهد التأمين للسلامة على الطرق السريعة (IIHS) في الولايات المتَّحدة
| متوسط التداخل الجبهي       | حسن  |
| إزاحة أمامية صغيرة متداخلة | فقير |
| تأثير جانبي                | حسن  |
| قوة السقف                  | حسن  |

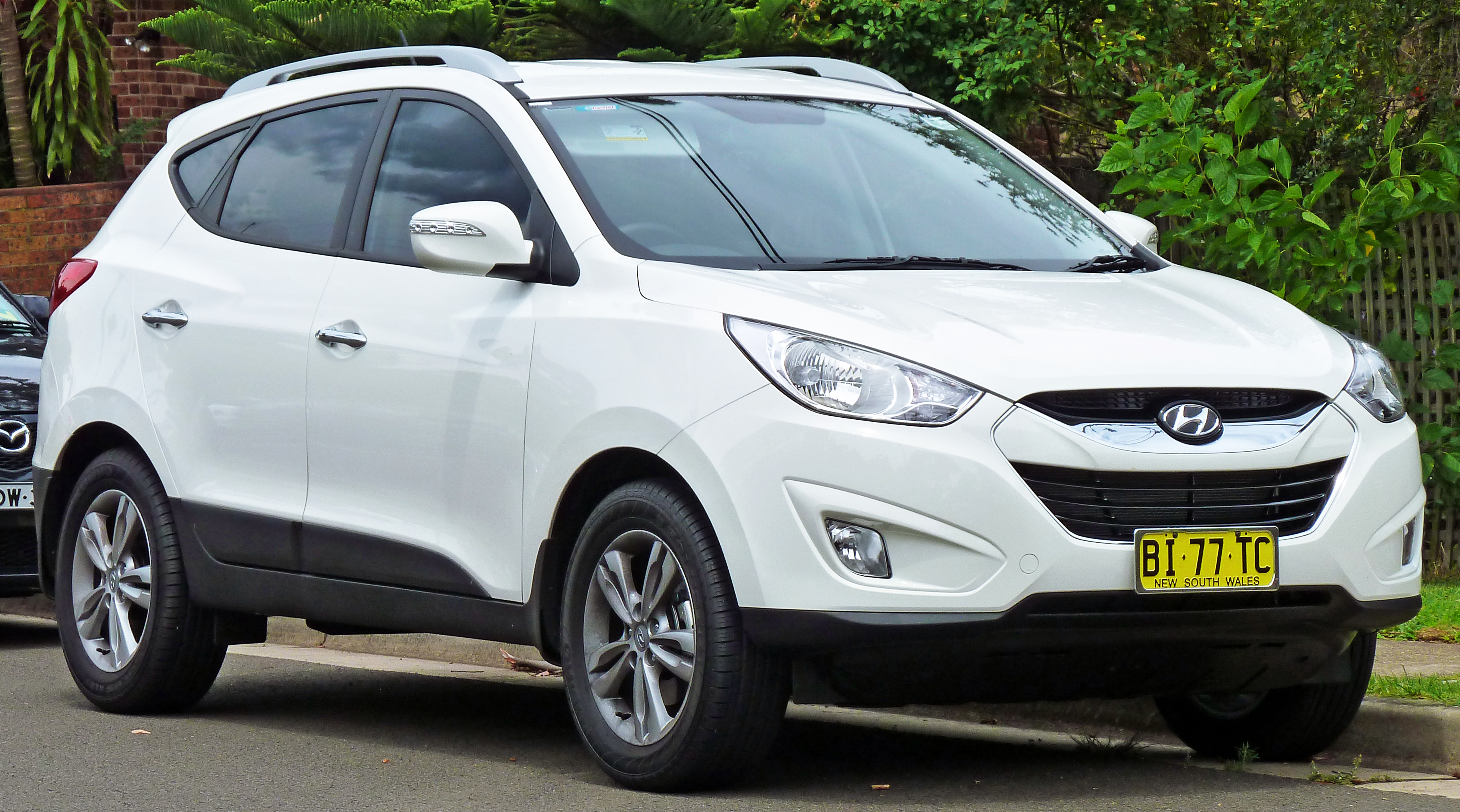
هيونداي ix35 Elite 2010 (ما قبل التجميل؛ أستراليا)
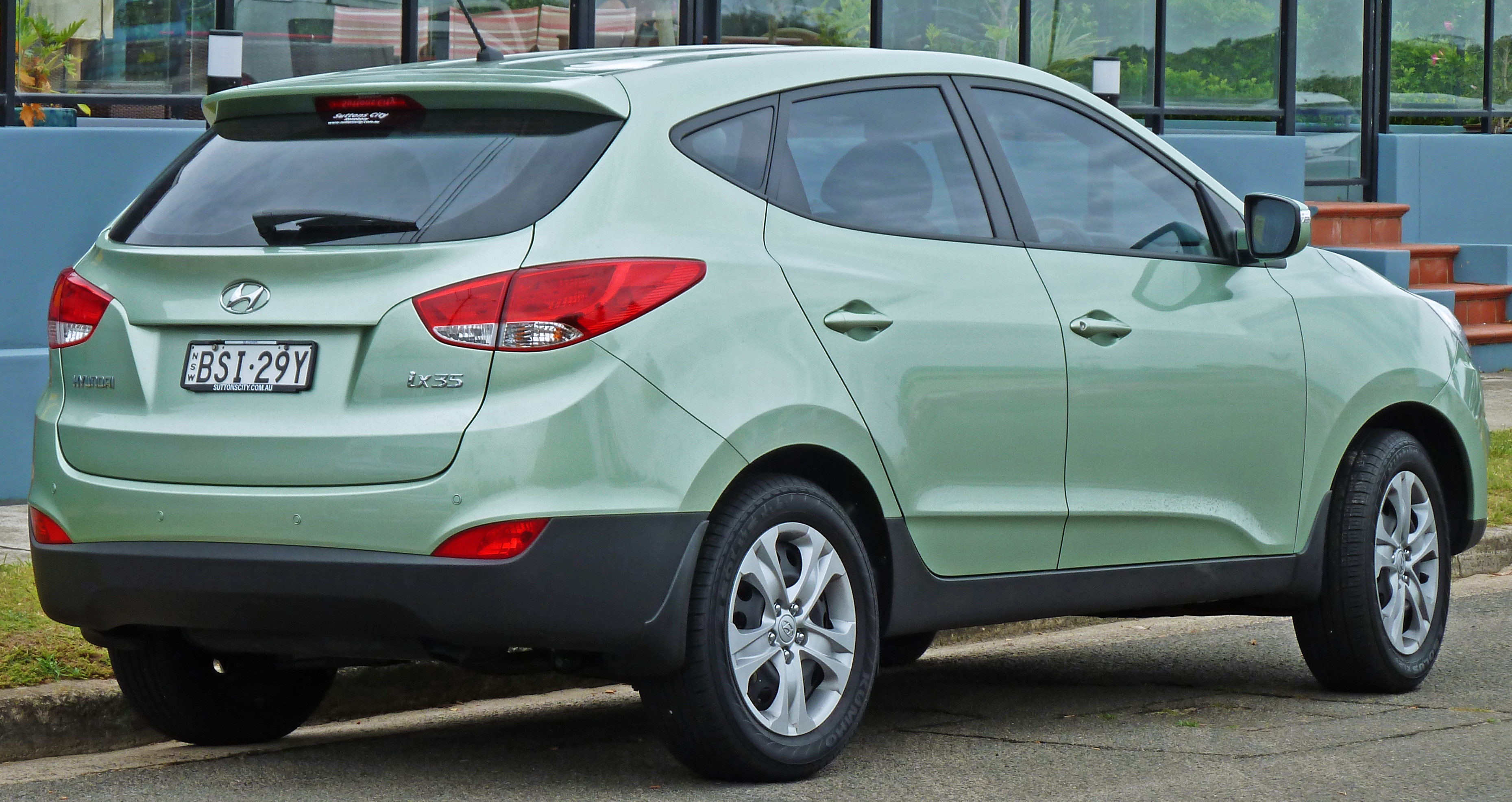
هيونداي 2010 ix35 Active (ما قبل التجميل؛ أستراليا)
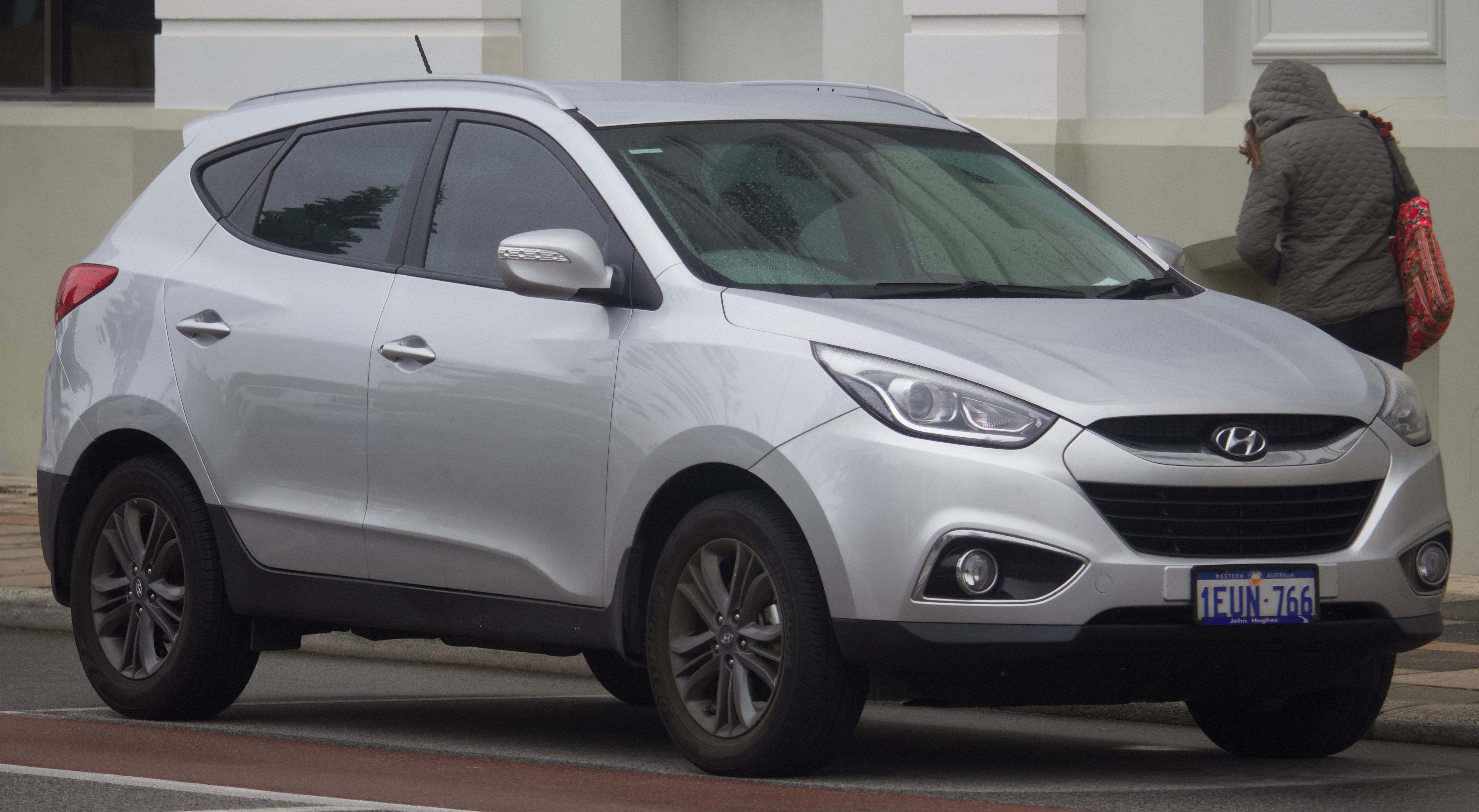
هيونداي 2014 ix35 SE (تجميل، أستراليا)
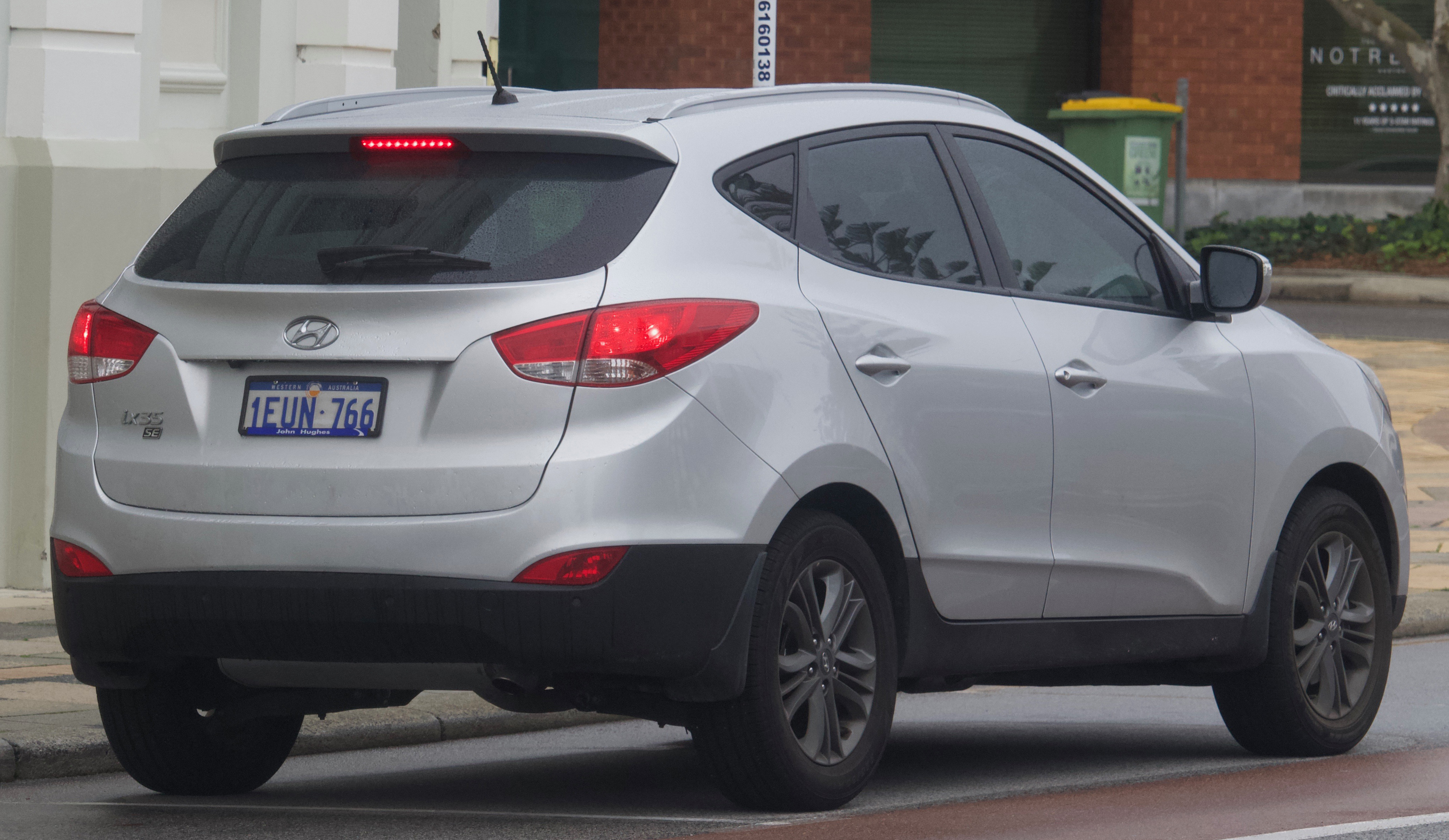
هيونداي 2014 ix35 SE (تجميل، أستراليا)
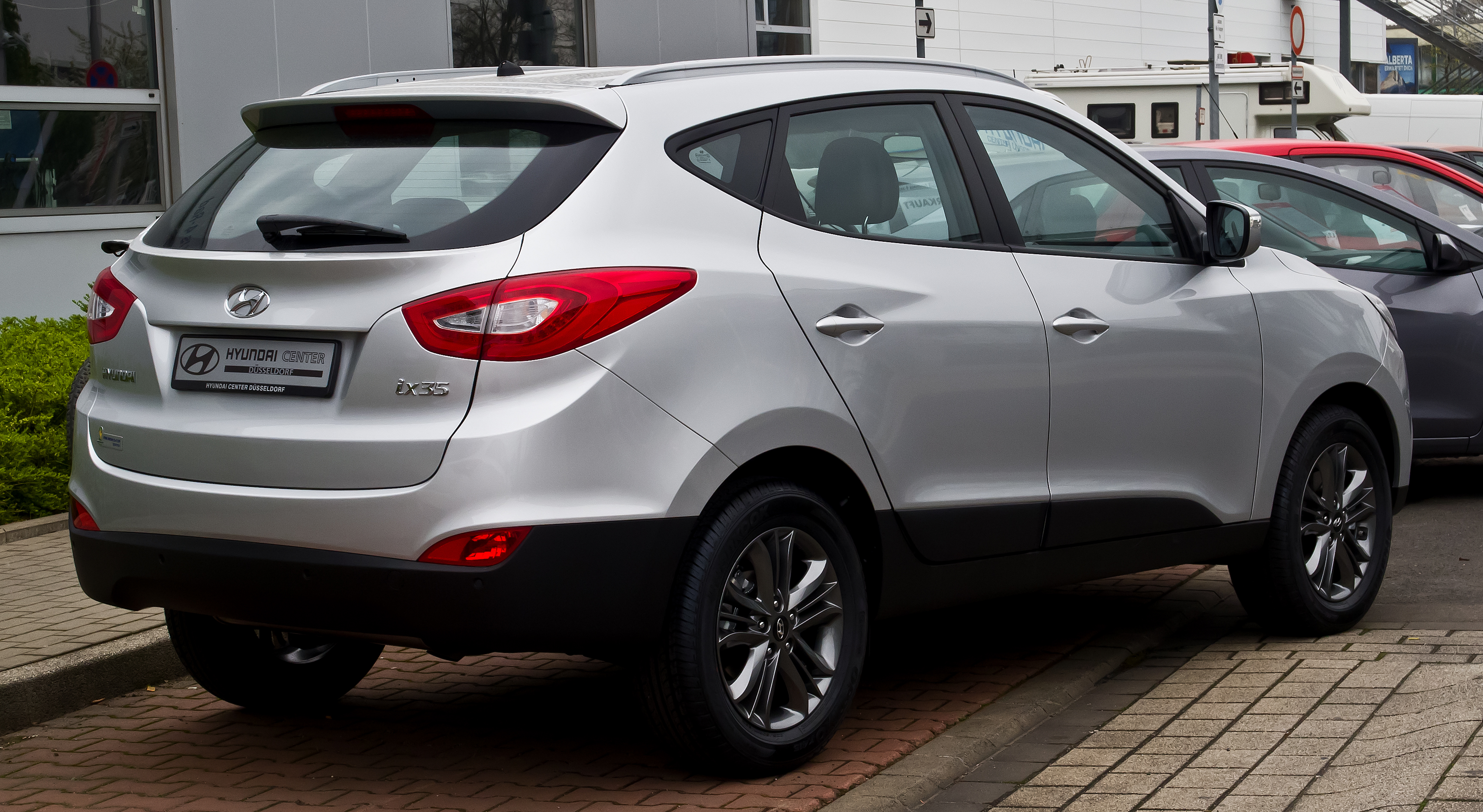
هيونداي ix35 نسخة كأس العالم (تجميل، ألمانيا)
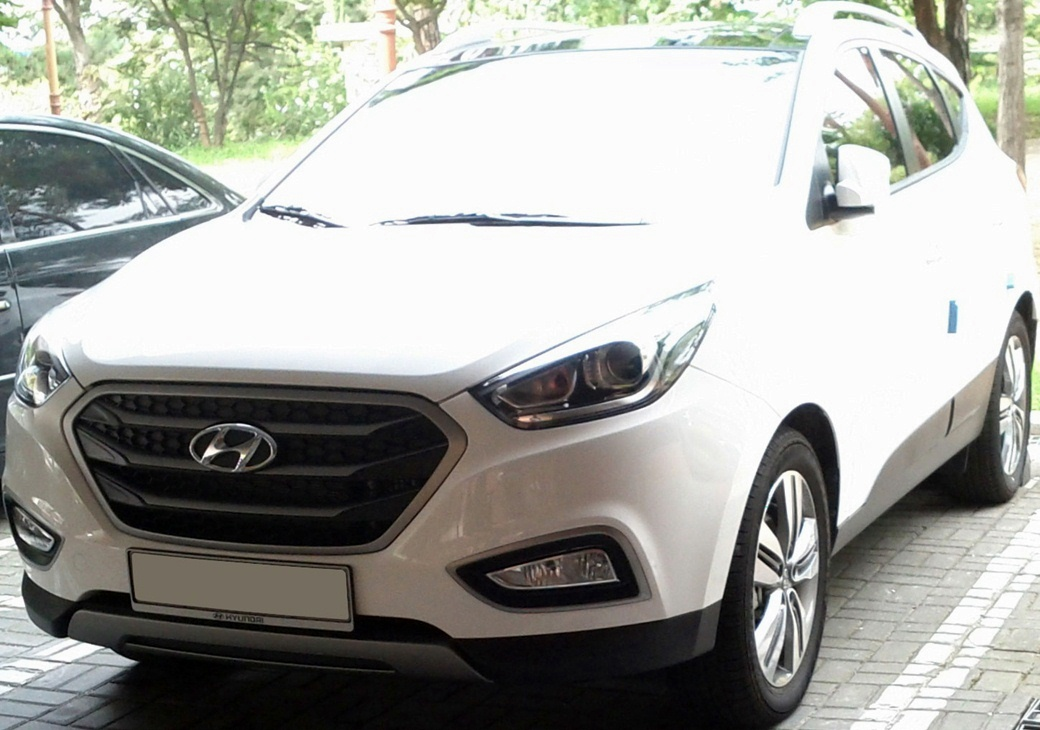
هيونداي توسان ix (تجميل، كوريا الجنوبية)
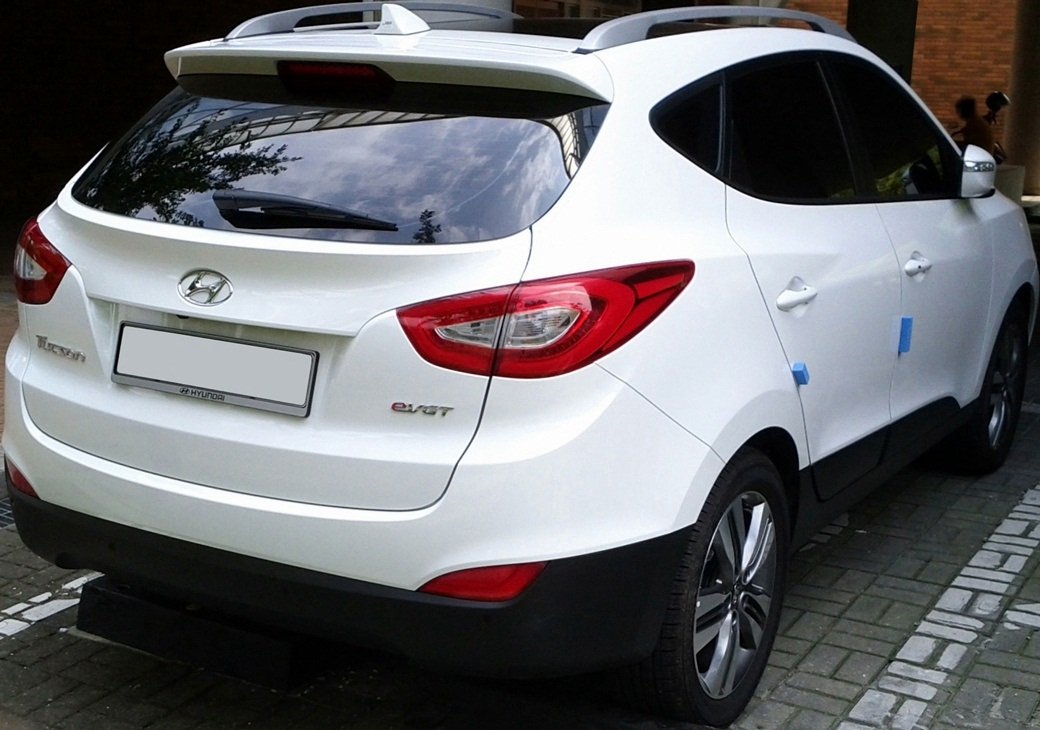
هيونداي توسان ix (تجميل، كوريا الجنوبية)
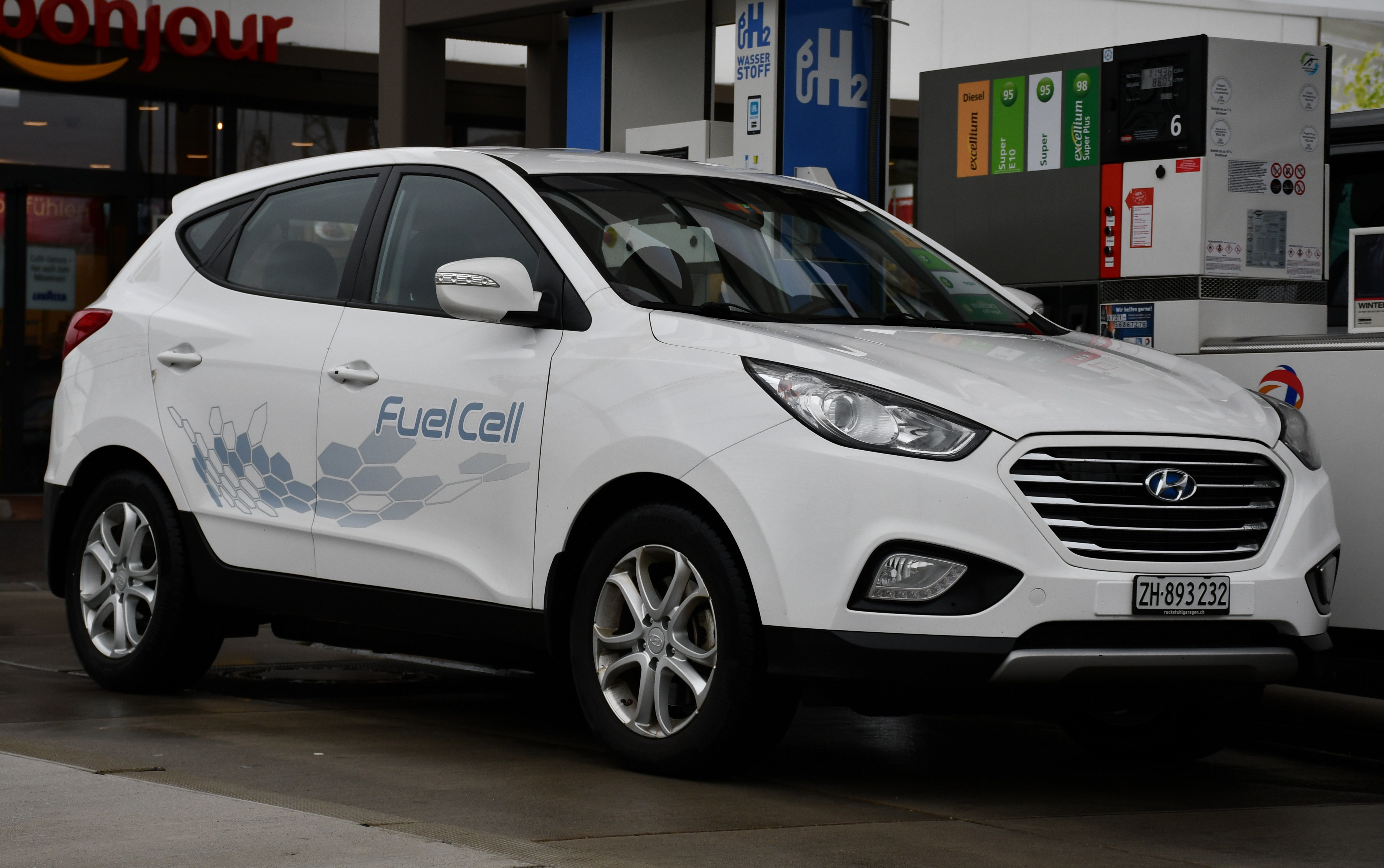
هيونداي ix35 FCEV

## الجيل الثالث (TL، 2015)
في 17 فبراير 2015، أصدرت هيونداي التفاصيل الأولى حول الجيل التالي من توسان قبل الظهور الرسميّ لأول كروس أوفر في معرض جنيف للسيّارات في 3 مارس 2015. وصل هذا النموذج في صالات العرضُ في النصف الثاني من عام 2015، باعْتِباره 2016 طراز العام. بالنسبة لهذا الجيل، أعادت هيونداي لوحة ix35، غيرتها إلى توسان عالميًا.
يبلغ طول الجيل الثالث من توسان 65 مـم (2.6 بوصة) بزيادة 30 مـم (1.2 بوصة) من سابقتها وقاعدة عجلات أطول بـ 30 مـم (1.2 بوصة)، ومساحة التخزين الخلفية أكبر أيضًا، معَ زيادة سعة المقاعد من 465 إلى 513 لترًا.

### الأسواق

#### أمريكا الشماليَّة
كُشف في أبريل 2015 عن طراز 2016 الذيي تمَّ تقديم سوق أمريكا الشماليَّة معَ خيار من محركين، محرك 2.0 لتر حقن مباشر رباعي الأسطوانات يوفر 164 حصان (166 PS؛ 122 كـو) وعزم دوران 151 رطل·قدم (205 ن·م؛ 20.9 كجم·م)، معَ ناقل حركة أوتوماتيكي بست سرعات، والخيار الثاني محرك توربو سعة 1.6 لتر بقوة 175 حصان (177 PS؛ 130 كـو) وعزم دوران 195 رطل·قدم (264 ن·م؛ 27.0 كجم·م) وناقل حركة ثنائي القابض بسبع سرعات، ويتوفر كلًا المحركين في إصدارات الدفع الأمامي والدفع الرباعي. وتتوفر هيونداي توسان 2016 بأربعة مستويات: SE وEco ورياضية ومحدودة.

#### أُستراليا
كُشف عن توسان في أُستراليا في أغسطس 2015، حيثُ تمَّ تقديمها بمحركين بالبنزين أو الديزل، إلى جانب ناقل حركة أوتوماتيكي بستة سرعات وسبعة سرعات، وكان محرك البنزين بسعة 2.0 لتر، وتمَّ تقديم محرك بنزين آخر بسعة 1.6 لتر، ومحرك ديزل بسعة 2.0 لتر وشاحن توربيني.
عند تقديمها كانت هيونداي أُستراليا واثقة من أنَ تبديل الاسم من ix35 مرَّة أُخرى إلى توسان لن يكون لَهُ تأثير سلبي على المبيعات أو التسويق على الرغم من مكانة ix35 كأفضل بائع في فئتها.

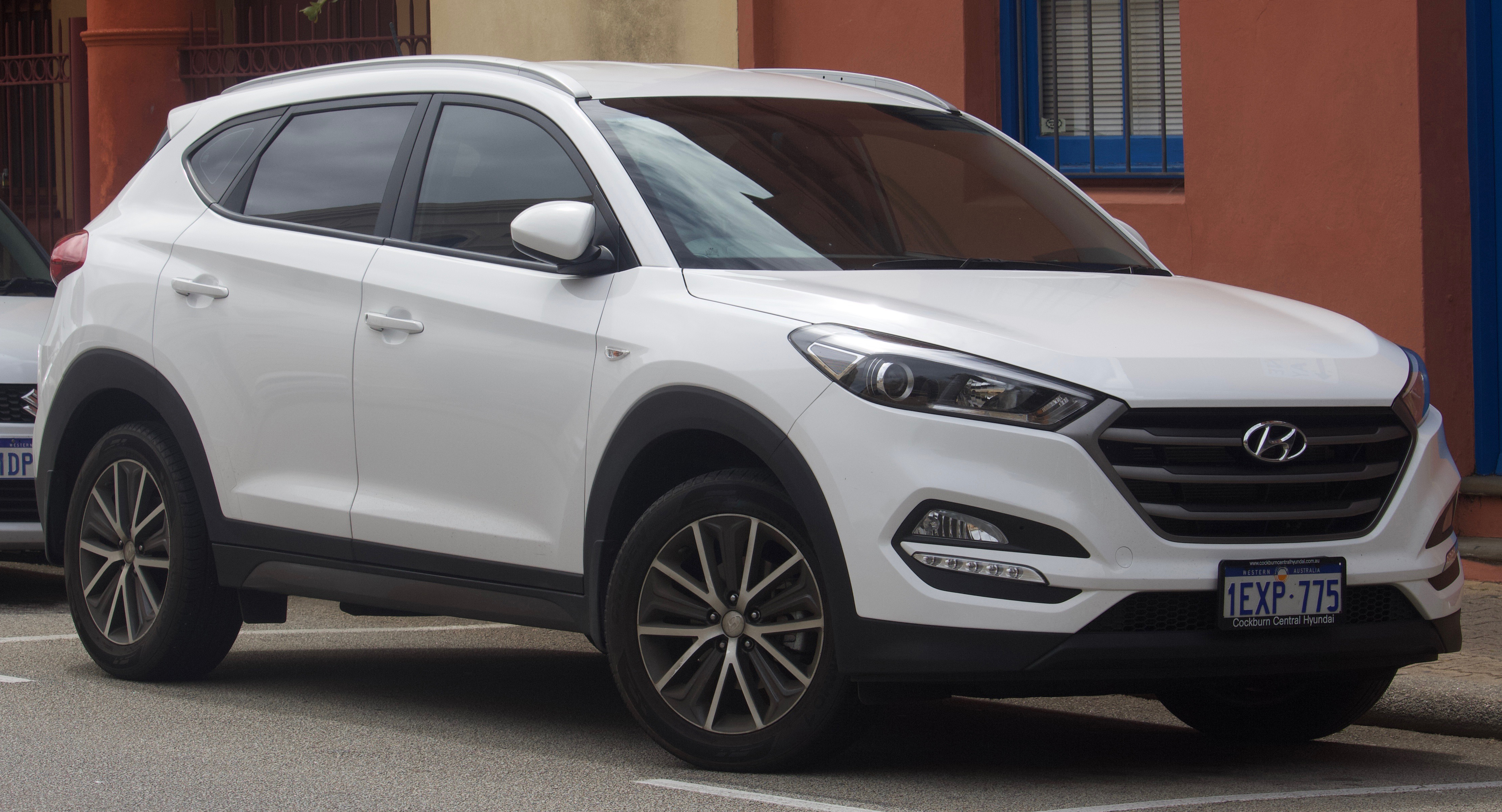
هيونداي توسان 2015 Active X (أُستراليا قبل التجميل)
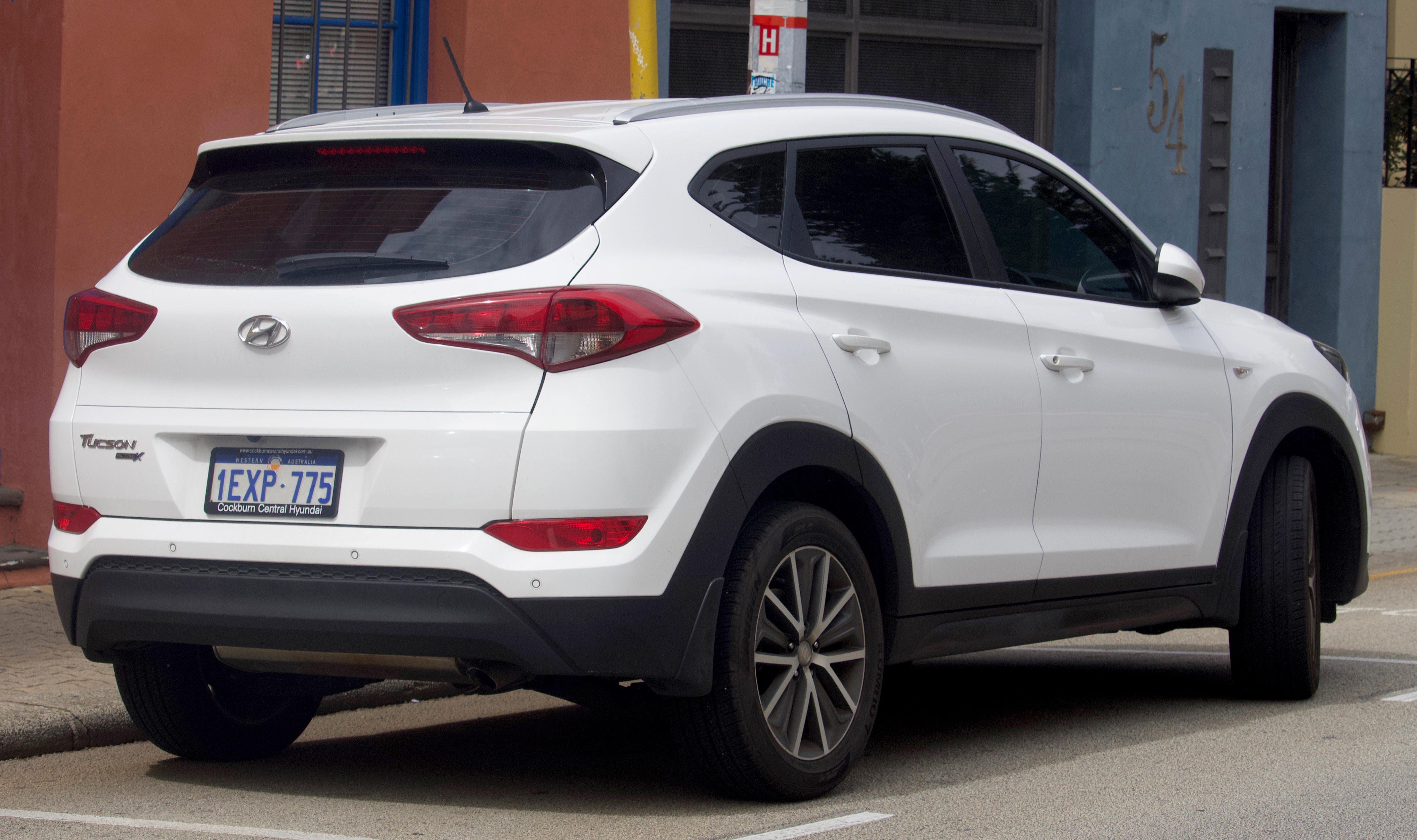
هيونداي توسان 2015 Active X (أُستراليا قبل التجميل)
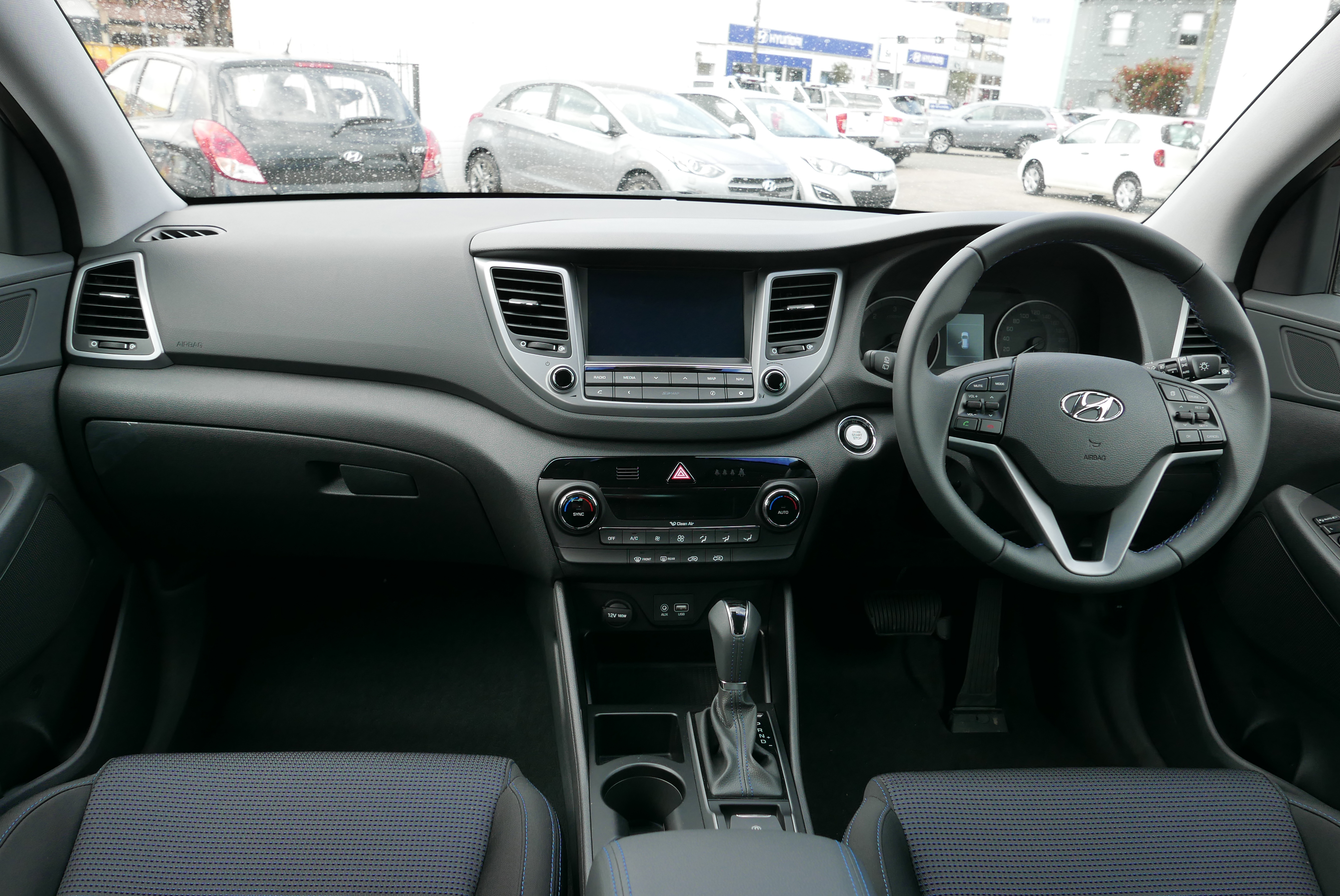
هيونداي توسان 2015 (أُستراليا قبل التجميل)

### تحديث 2019
في ربيع عام 2019 بدأت هيونداي بيع طراز "N-Line" الرياضي. وقد ظهرت لأول مرَّة في معرض نيويورك للسيّارات 2018، حيثُ تلقت هيونداي توسان طراز 2019 عملية تجميل وتغييرات كبيرة في خيارات توليد القوة، وتضَّمنت التحديثات الخارجيَّة شبكة متتالية جديدة، وغطاء محرك جديد وتصميم باب خلفي، وباب خزان الوقود مستطيل الشكل، وتصميمات جديدة للحواف، وتصميم مصباح أمامي ثنائي باعث للضوء محدث لمستويات أعلى من القطع، وتلقّى التصميم الداخليّ تحديثًا رئيسيًا بفتحات تهوية منخفضة في الوسط وشاشة عرض رأسية عالية التثبيت، وتُعدّ ميزة الأمان الجديدة المسماة «نظام تحذير انتباه السائق» (DAW) قياسية في جميع مستويات القطع، وأصبح كلّ من نظام المُساعدة في الحفاظ على المسار (LKA) ونظام مساعد تجنب الاصطدام الأمامي (FCA) قياسيًا أيضًا.
تمَّ تقديمها بناقل حركة أوتوماتيكي بست سرعات، وهو متاح معَ نظام الدفع بالعجلات الأماميّة (FWD) أو الدفع الرباعي (AWD)، بمحرك Nu GDi سعة 2.0 لتر، أو محرك I4 GDi سعة 2.4 لتر يعمل بسحب الهواء الطبيعي ويُنتج 181 حصان (184 PS؛ 135 كـو) عند 6000 دورة في الدقيقة.

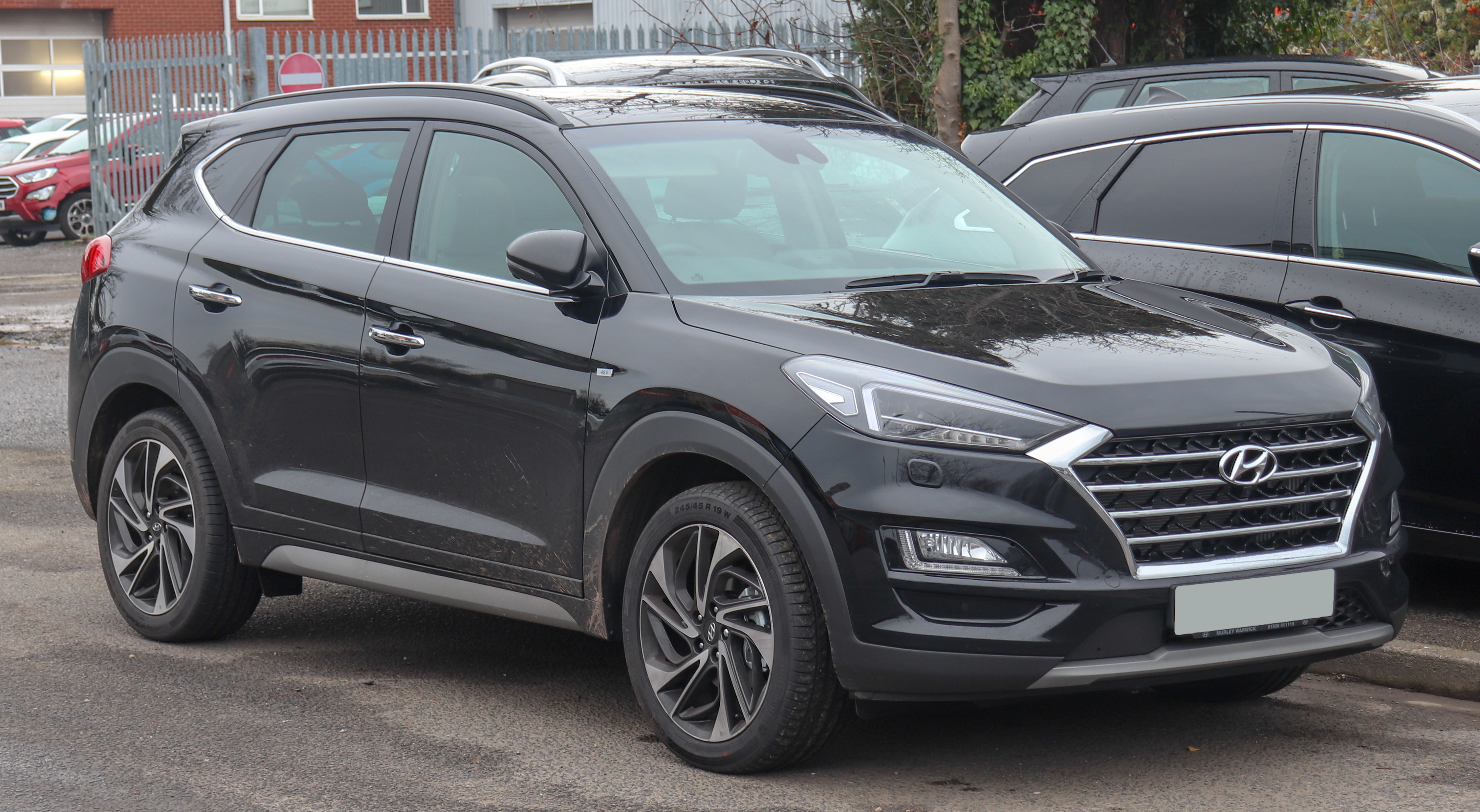
هيونداي توسان بريميوم 2018 SE (المملكة المتحدة؛ تجميل)
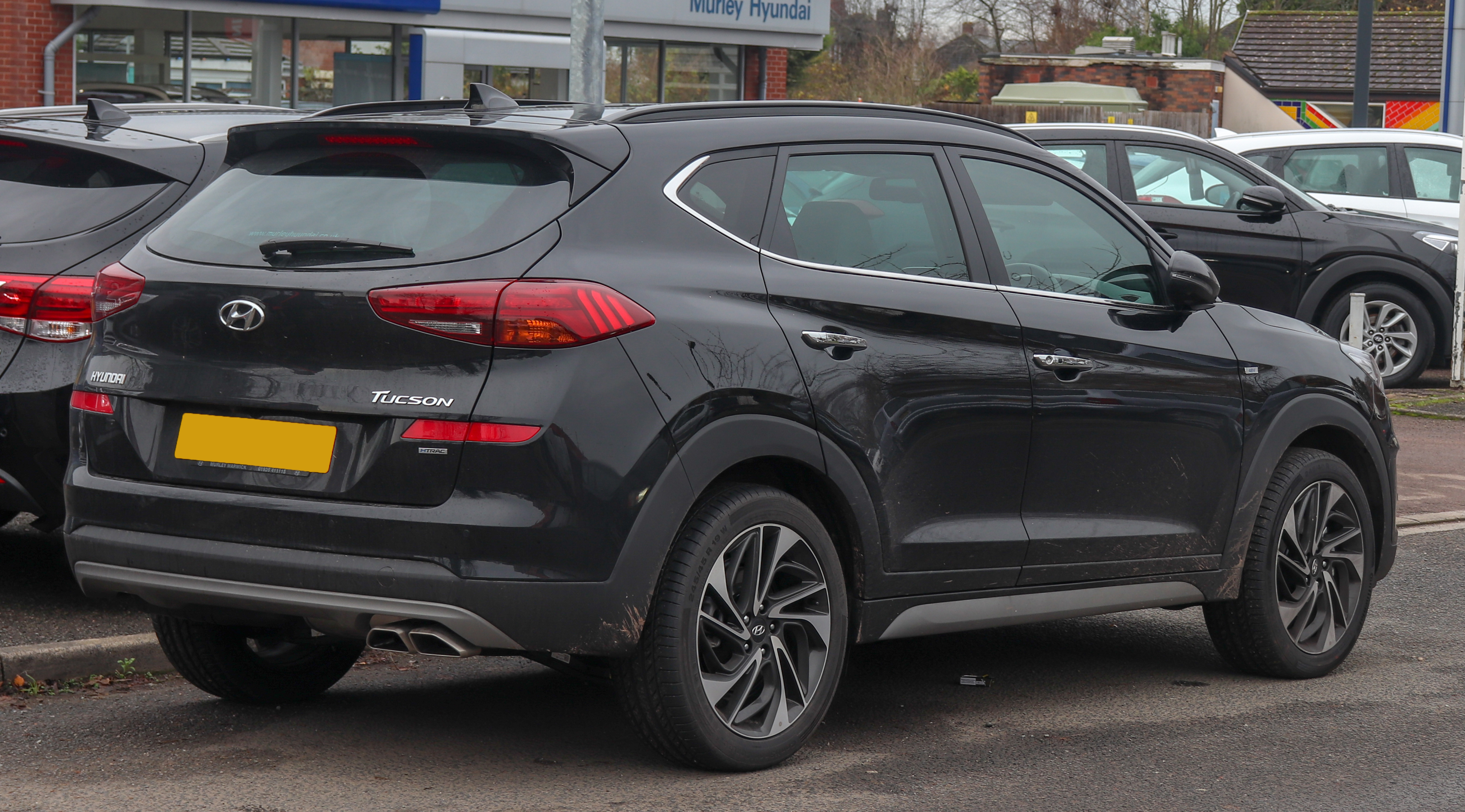
هيونداي توسان بريميوم 2018 SE (المملكة المتحدة؛ تجميل)
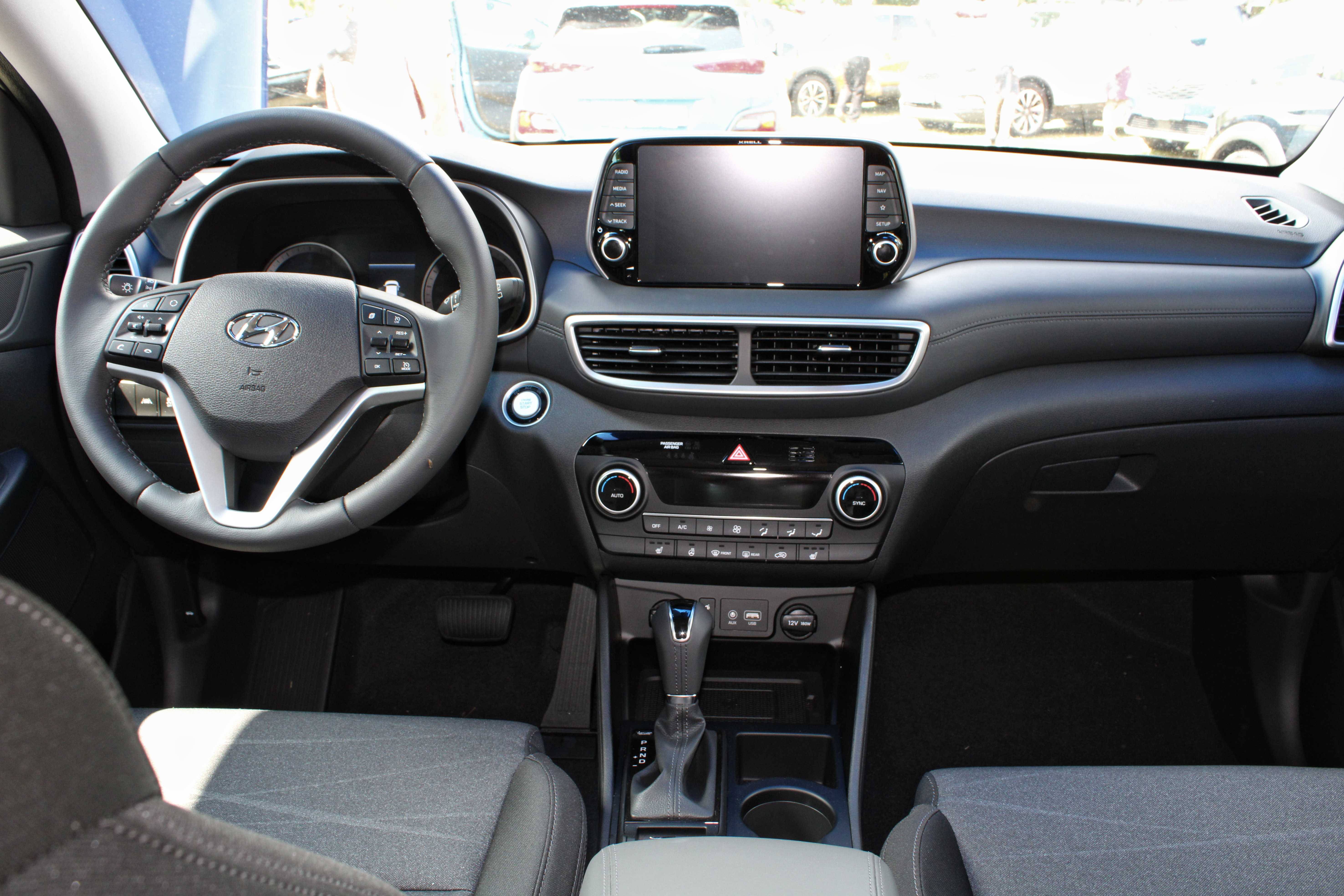
داخلي (أوروبا، تجميل)
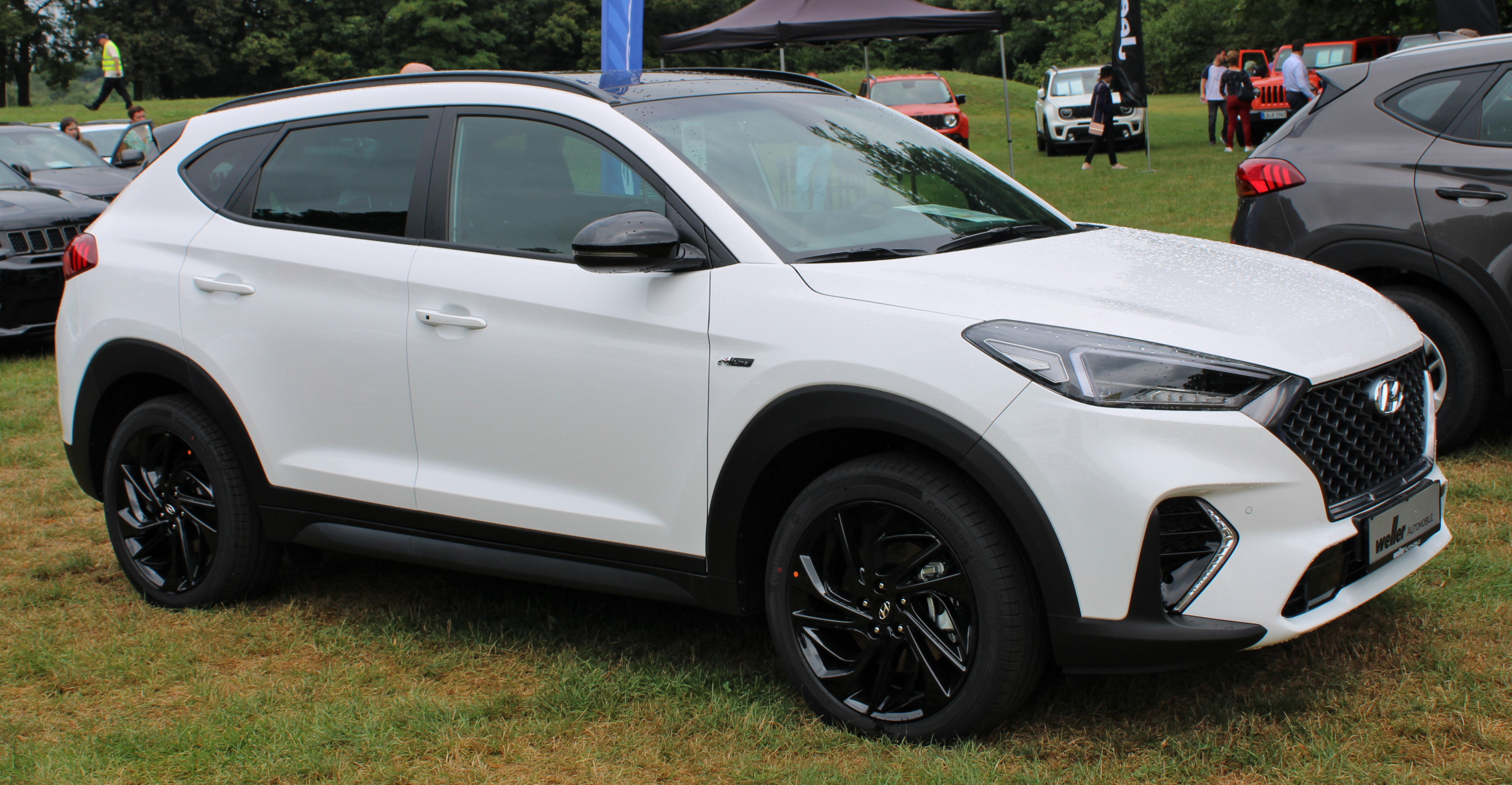
Hyundai Tucson N-Line (المملكة المتحدة)
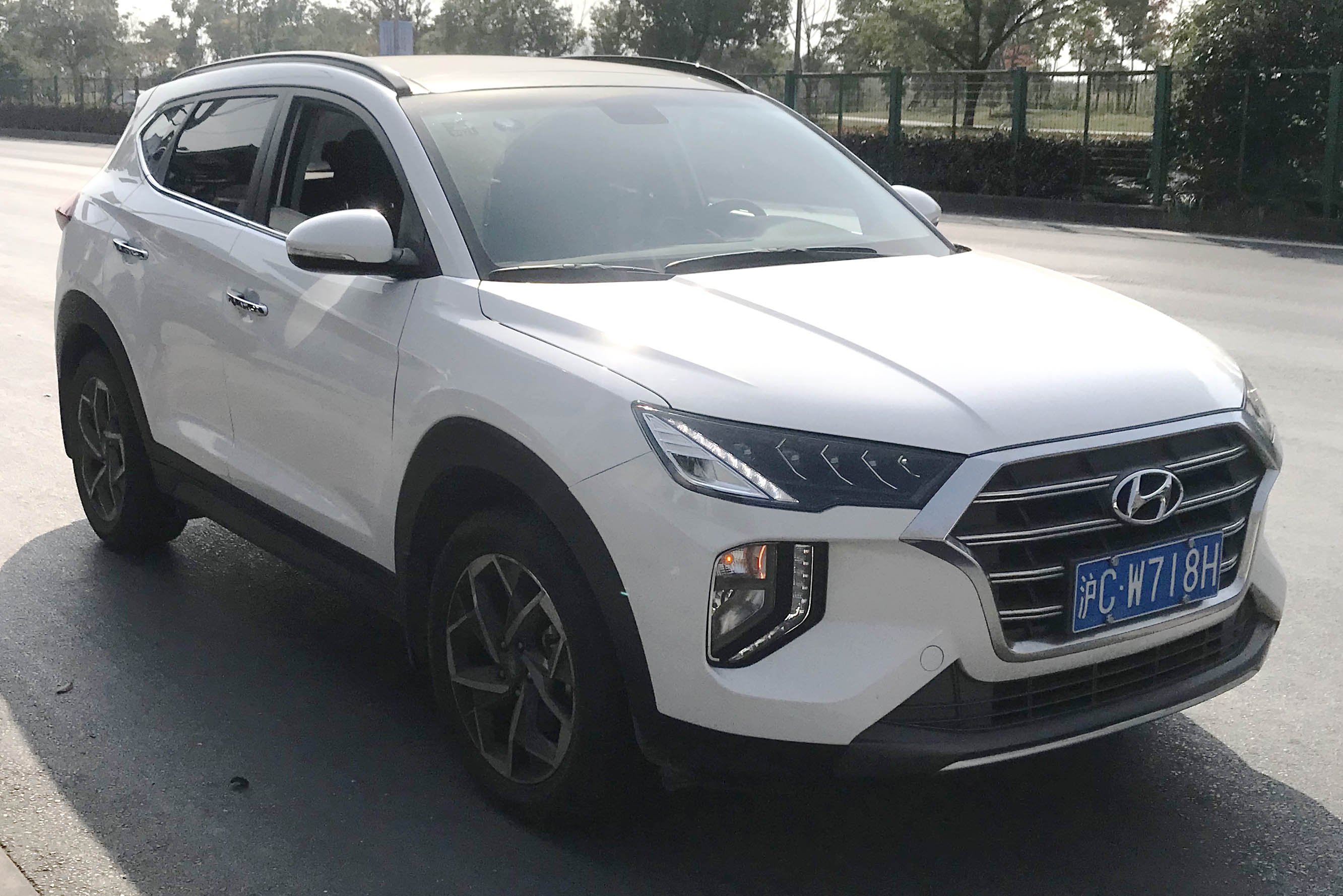
هيونداي توسان 2019 (الصين؛ تجميل)
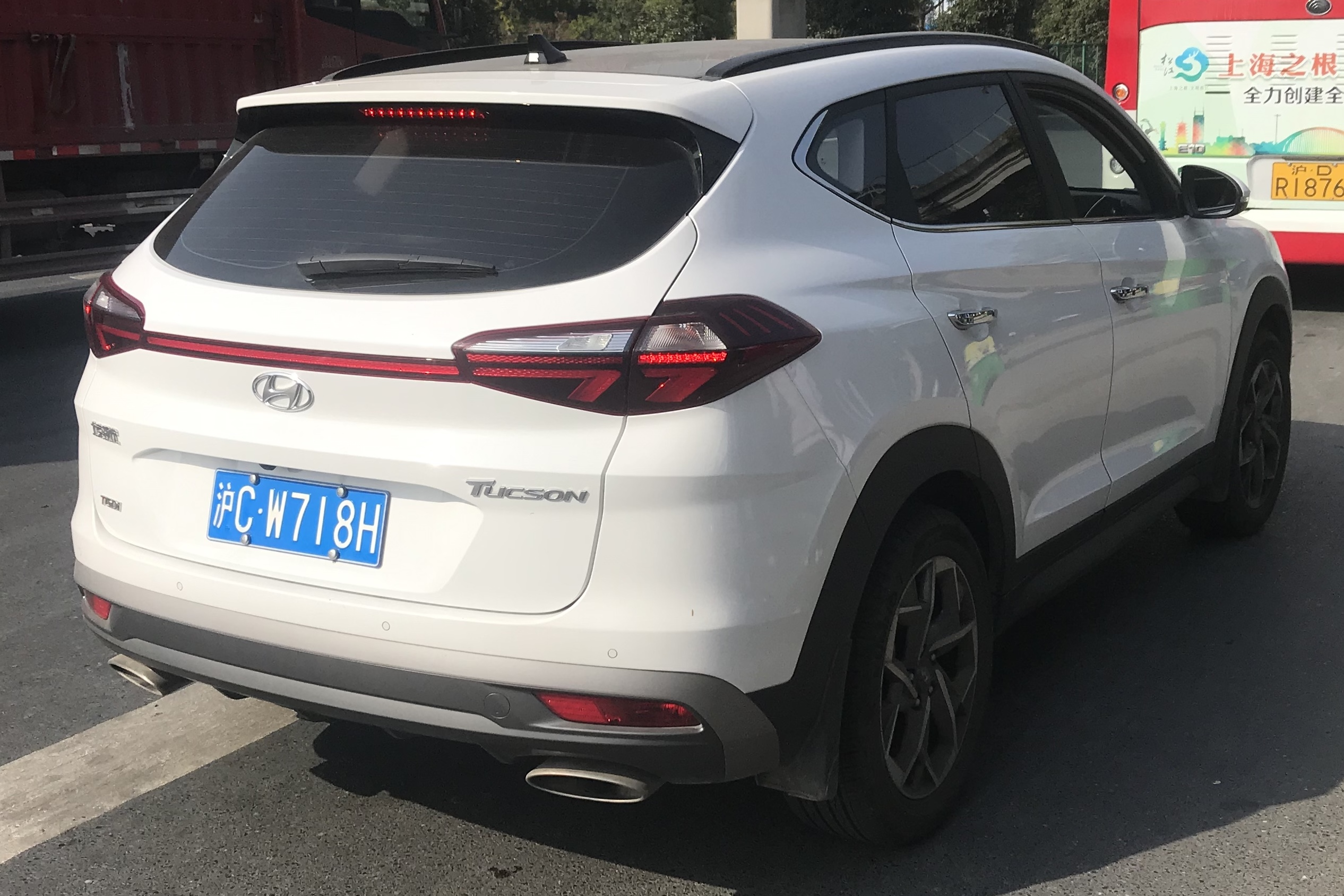
هيونداي توسان 2019 (الصين؛ تجميل)

## الجيل الرابع (NX4؛ 2020)
في 14 سبتمبر 2020 كشفت هيونداي عن الجيل الرابع من توسان، حيثُ يتميز الجيل الجديد بمصابيح هندسية تعمل في النهار، من تصميم فريق التصميم في هيونداي بِقيادة «سانجيوب لي» نائب الرئيس الأول ورئيس مركز التصميم العالميّ في هيونداي.

المواقع التي سيتم فيها بيع نسخة قاعدة العجلات القصيرة (الزرقاء) ونسخة قاعدة العجلات الطويلة (الخضراء) من الجيل الرابع من توسان.

يتوفر الجيل الرابع بقاعدة عجلات بطولين مختلفين تلبية لاحتياجات وتوقعات العملاء المختلفة، وهي قاعدة عجلات قصيرة (2,680 مـم (105.5 بوصة))، وقاعدة عجلات طويلة (2,755 مـم (108.5 بوصة)). حيثُ تتلقى مُعظم المناطق خارج أوروبا والشرق الأوسط والمكسيك قاعدة العجلات الطويلة. ويتمّ تسويق قاعدة العجلات الطويلة في الصين باسمِ «توسان L» لتمييزها عن الطراز القديم.
تتميز توسان الجديدة في المقصورة الداخليَّة بمجموعة أدوات رقمية جديدة، وعجلة قيادة من أربع نقاط، وشاشة مزدوجة تعمل باللمس بالكامل مقاس 10.25 بوصة مكدسة رأسيًا، ومجموعة عدادات رقمية لمحرك السيارة.

### الأسواق

#### أوروبا

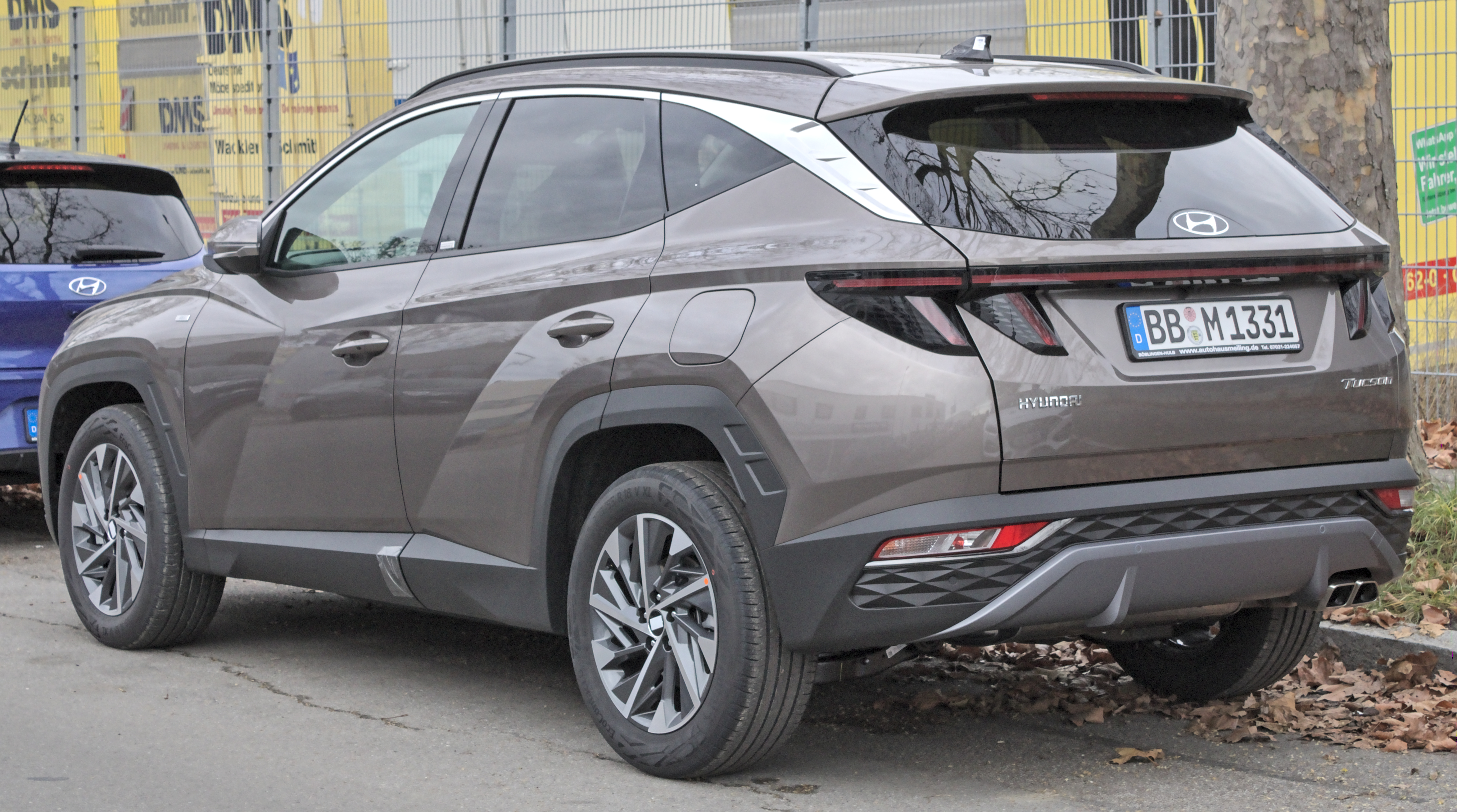
المنظر الخلفي من الطراز الأوروبي SWB

يتم تقديم توسان الأوروبيَّة بإصدار قاعدة العجلات القصير 2,680 مـم (105.5 بوصة)، وتشتملُ المجمُوعة الأوروبيَّة من الجيل الرابع المقدمة من توسان على خمسة خيارات لتوليد القوَّة الكهربائية، بِالإضافة إلى البنزين والديزل.
- البنزين: محرك 1.6 لتر T-GDi بقوة 147 حصان (149 PS؛ 110 كـو)، مع تقنية هجينة خفيفة بقوة 48 فولت و177 حصان (179 PS؛ 132 كـو)، ويتمّ تجهيز طرازات البنزين الهجينة الخفيفة بناقل حركة يدوي ذكي بست سرعات (iMT).
- الديزل: محرك 1.6 لتر CRDi بقوة 113 حصان (115 PS؛ 84 كـو)، مع تقنية هجينة خفيفة بقوة 48 فولت و134 حصان (136 PS؛ 100 كـو)
- الهجينة: محرك T-GDi HEV هجين بسعة 1.6 لتر يجمع بين محرك البنزين المزود بشاحن توربيني معَ محرك كهربائي بقوة 59 حصان (60 PS؛ 44 كـو) وبطارية ليثيوم أيون بوليمر 1.49 كيلو وات في الساعة لإنتاج نظام تبلغ قوته 226 حصان (229 PS؛ 169 كـو)، سيتم تقديمها  في عام 2021 معَ نظام دفع رباعي أوتوماتيكي بستة سرعات اختياري. ومتغير هجين يعمل بالكهرباء يَبلغَ إنتاجه المشترك 261 حصان (265 PS؛ 195 كـو).[52]

#### أمريكا الشماليَّة
كُشف عن الجيل الرابع من توسان في أمريكا الشماليَّة بقاعدة العجلات الطويلة في نوفمبر 2020 لطراز عام 2022. وسيحتوي الطراز على محرك بنزين جديد بسعة 2.5 لتر رباعي الأسطوانات من نوعِ «سمارت ستريم»، بقوة 187 حصان (190 PS؛ 139 كـو) وعزم دوران يبلغ 178 رطل·قدم (241 ن·م؛ 24.6 كجم·م)، كما سيتم بيع «توسان هايبرد» تجمع بين محرك T-GDi بسعة 1.6 لتر ومحرك كهربائي بقدرة 44 كيلو وات، وعزم دوران 258 رطل·قدم (350 ن·م؛ 35.7 كجم·م) وتُوفر 305 زيادة من استهلاك الوقود، وستقدم الشركة إصدار هجين إضافي مدعوم ببطارية بقوة 13.8 كيلو واط في الساعة، حيثُ يوفر 45 كيلومتر (28 ميل) من نطاق الانبعاثات الصفرية.
ستنتج هيونداي سيارة توسان الجديدة في الولايات المتَّحدة نظرًا لشعبيتها المُتزايدة بدءًا من عام 2021، على الرغم من معارضة اتِّحاد العمّال في كوريا الجنوبيَّة، وسيتم إنتاج توسان جنبًا إلى جنب معَ إلنترا وسوناتا وسنتافي في «مصنع سيارات هيونداي» في مونتغمري.

#### الصين
كُشف عن الجيل الرابع من توسان في عام 2020 في معرض قوانغتشو للسيارات، وتمَّ تسويقه باسمِ توسان إل. وتشتملُ العديد من التغييراتِ الخارجيَّة للسوق الصينيَّة على أطراف عادم خاطئة في الخلف، فيمَا تشمل التغييراتِ في الداخل نظام معلومات ترفيهي أكبر بشاشة تعمل باللمس مثبت عموديًا. وتمَّ تقديم محركات توربو «سمارت ستريم» معَ 1.5 لتر T-GDI ينتج 170 حصان (172 PS؛ 127 كـو)، مقترنًا بناقل حركة مزدوج القابض بسبع سرعات. وتحصل الطرازات المتطوّرة على وحدة T-GDi سعة 2.0 لتر معَ ناقل حركة أوتوماتيكي بثماني سرعات يولد 240 حصان (243 PS؛ 179 كـو).

## المبيعات
| السنة | الولايات المتَّحدة | أوروبا |
| ----- | ---------------- | ------ |
| 2004  | 7074             | 17664  |
| 2005  | 61048            | 63585  |
| 2006  | 52067            | 60500  |
| 2007  | 41476            | 53598  |
| 2008  | 19027            | 28275  |
| 2009  | 15411            | 20485  |
| 2010  | 39594            | 53112  |
| 2011  | 47232            | 74662  |
| 2012  | 48878            | 87963  |
| 2013  | 41906            | 88831  |
| 2014  | 47306            | 93540  |
| 2015  | 63591            | 120358 |
| 2016  | 89713            | 158113 |
| 2017  | 114735           | 152875 |
| 2018  | 142263           | 137618 |
| 2019  | 137381           | 136608 |
| 2020  | 123657           |        |